# Municipalisme libertaire

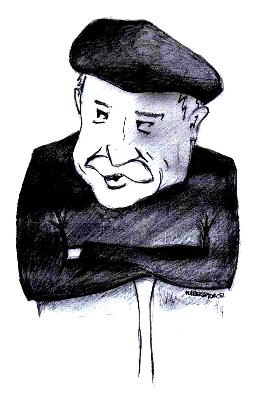
Murray Bookchin.

Le municipalisme libertaire ou communalisme désigne la mise en œuvre locale de l'écologie sociale élaborée par le théoricien socialiste libertaire et écologiste politique américain Murray Bookchin. Cette dimension écologiste le distingue du communalisme traditionnel tel qu'il fut proposé par les communes insurrectionnelles en France en 1870-1871 qui est davantage restreint au changement de régime politique (remplacement de la démocratie représentative par la démocratie directe) sans promotion d'une autre forme d'idéologie.
Ces termes sont utilisés pour décrire un système politique dans lequel des institutions libertaires, composées d'assemblées de citoyens, dans un esprit de démocratie directe, remplaceraient l'État-nation par une confédération de municipalités ou communes libres et autogérées.
Le projet repose sur l'idée que la commune constitue une cellule de base capable d'initier une transformation sociale radicale par propagation.
Cette approche a fait l'objet de critiques, notamment de la part de Dimitri Carbonnelle dans son ouvrage "2050, Crash ou Renaissance ?" (2022). Carbonnelle y souligne la vulnérabilité potentielle de ce système en l'absence d'une coopération robuste et d'une interconnexion solide entre les territoires. Selon lui, ces liens devraient être favorisés et facilités par les régions et l'État. En alternative, Carbonnelle propose un modèle sociétal qu'il nomme "société boule de gui", estimant qu'il offrirait une meilleure résilience.

## Histoire

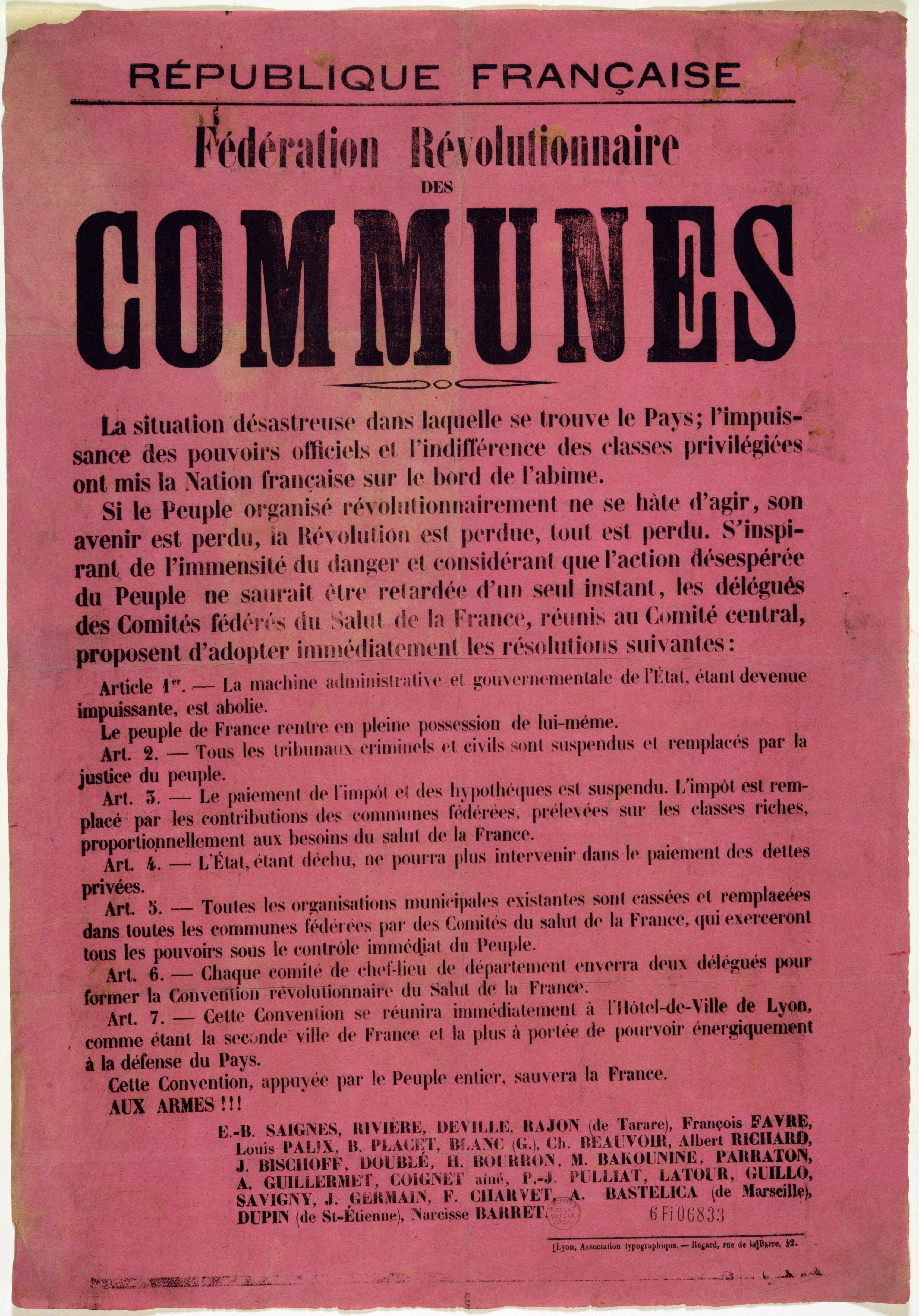
Affiche de la première Commune de Lyon (sept. 1870), conservée aux Archives municipales de Lyon.

Au Moyen Âge, les nouvelles entités communales gèrent collectivement des terres utilisables par tous les « communiers ».
Au mitan du XVIIe siècle, en Angleterre, les enclosures (privatisation des terres communales) provoquent l'apparition du mouvement des diggers, le plus ancien collectif de squatteurs connu à ce jour et considéré comme précurseur de l'anarchisme moderne.
Dans ses ouvrages La Conquête du pain (1892) et L'Entraide, un facteur de l'évolution (1902), Pierre Kropotkine structure la société sur la base de la commune autogérée, entité administrative permettant le traitement des problèmes locaux à une échelle humaine, en y recensant les besoins de la population (nourriture, logement, transport, etc.). L'association fédérale de ces communes permet la gestion globale de territoires plus vastes.
Dans l'histoire sociale, le communalisme fait référence aux différentes « communes » qui, au XIXe siècle, revendiquent tout à la fois un projet d'organisation local de démocratie directe et d'organisation globale fédérale, telles la Commune de Lyon (1870) et la Commune de Paris (1871), ou plus tard, à la Commune libre de Kronstadt en 1921 et collectivités autogérées de la Révolution sociale espagnole de 1936, etc.,.

## Théorie
Théoriquement, il peut exister au moins trois formes principales de municipalisme ou de municipalisme confédéraliste, ou encore de fédéralisme des communes :
- Le municipalisme seul : sans fédération nationale et internationale des municipalités.
- Le municipalisme fédéraliste, composé de fédérations municipale, départementale, régionale, nationale, continentale et internationale.
- Le municipalisme fédéraliste international sans fédération nationale, avec seulement des communes et une fédération internationale.

Le confédéralisme municipal de Bookchin s’organise en outre sur plusieurs niveaux. Il s’agit de refonder la démocratie gouvernementale autour de l’unité de base de la commune. Ainsi, la première pierre de cet édifice s’avère donc :
- Une démocratie de quartier et/ ou d’arrondissement,
- À l’échelon supérieur, se situe la municipalité (organisée en une fédération de quartiers et de communautés) et dirigée le plus possible en démocratie directe dans le cadre des assemblées populaires,
- Et enfin au sommet, il y a une fédération de communes[8] .

Les assemblées municipales dans un système municipaliste libertaire sont ouvertes à tous. Les citoyens sont informés à l'avance et débattent des sujets lors des assemblées. Les décisions se prennent à la majorité.
Pour les questions touchant une sphère plus large que la communauté (pouvant correspondre autant à la commune, à la municipalité qu'au quartier), elles sont discutées dans des assemblées locales ou régionales, et à un échelon supérieur encore pour les questions plus globales encore. Les personnes assistant à ces assemblées sont des délégués mandatés par les assemblées municipales. Ils doivent rendre des comptes ensuite auprès de leur communauté et leurs décisions peuvent être révoquées. Le pouvoir ne quitte ainsi pas les mains des citoyens, du niveau local.
Le municipalisme libertaire tend à créer une situation dans laquelle les deux pouvoirs, à savoir la confédération de communes libres et l'État-nation ne puissent plus coexister. La structure du municipalisme devient alors la nouvelle structure de la société.
Le municipalisme libertaire est accusé de faire le deuil de la lutte des classes, puisqu'il souhaite réunir les habitants d'un quartier, d'une commune autour d'un projet commun, sans distinction de classe. Il peut être envisagé également dans l'optique de la société sans classe, donc après un premier changement radical de société.

### Gradualisme révolutionnaire
Le municipalisme libertaire ou l'écologie sociale se réclament explicitement du gradualisme révolutionnaire : sur le terrain des luttes sociales, ils développent des revendications immédiates tout en construisant les fondements d'une société future.
Ainsi, pour la Fédération municipale de base de Spezzano Albanese, en 2003, « une pratique libertaire […] ne se nourrit pas d’illusions réformistes, ni d’une révolution par laquelle on attend le boum pour après en repousser le but, mais bien une pratique gradualiste révolutionnaire qui, trouvant sa force dans le conflit, se projette, jour après jour, hors des institutions du pouvoir, avec des structures auto-organisées et autogestionnaires qui, à partir des municipalités, préfigurent […] la société de l’autogestion »,.

## Mise en pratique

### Influences de la pensée libertaire sur le mouvement kurde

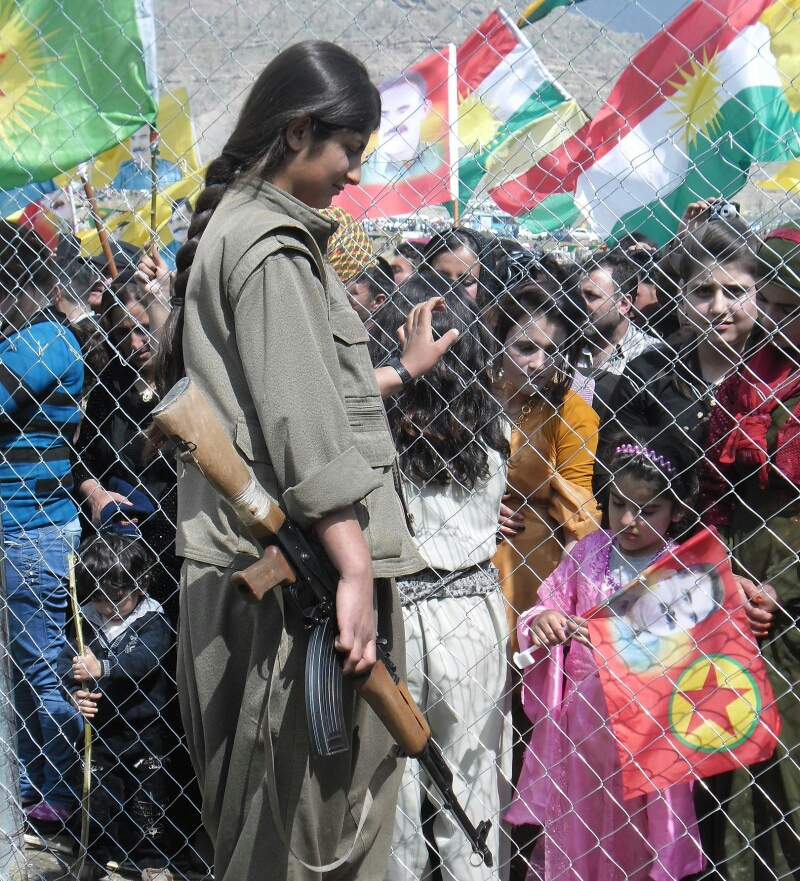
Combattante du PKK dans les montagnes de Qandil, en Irak, lors des célébrations de Newroz, le 23 mars 2014.

En 2006, à la suite de la disparition du communiste libertaire américain Murray Bookchin, le Parti des travailleurs du Kurdistan (PKK) prend l'engagement de construire la première société basée sur le confédéralisme démocratique, largement inspiré de l’écologie sociale et du municipalisme libertaire.
En janvier 2014, les cantons libérés du Rojava (Kurdistan syrien), se fédèrent en communes autonomes qui sur les bases d'un contrat social s'appuient sur la démocratie directe pour la gestion égalitaire des ressources. C’est en échangeant avec Murray Bookchin depuis la prison turque, où il purge une peine d’emprisonnement à vie, que Abdullah Öcalan, leader historique kurde, réoriente la stratégie politique du PKK et abandonne le marxisme-léninisme des origines. Le projet internationaliste approuvé par le PKK en 2005, et après par son parti-frère en Syrie, le Parti de l’union démocratique (PYD), est de réunir les peuples du Proche-Orient dans une confédération de communes démocratique, multiculturelle et écologiste,.
Il y a quatre niveaux dans le confédéralisme démocratique du Rojava :

« 1- Le conseil d’administration du quartier (30 à 40 maisons) envoie des représentants au CA de la commune (ville ou village).
2- Le conseil d’administration de la commune (une structure composée de 7 à 30 communes, selon les régions), qui est chargé d’élire un représentant dans le troisième niveau de l’administration, appelé le « District ».
3- Le district est composé de représentants du conseil d’administration du deuxième niveau (Conseil de commune). En plus de cela, des places sont réservées à 5 représentants issus de partis politiques et d’organisations de la société civile au sein du TEV-DEM.
4- Le Conseil Populaire du Kurdistan Ouest (MGRK) est composé des représentants de tous les conseils de districts et des organisations du TEV-DEM (Mouvement pour une société démocratique). C’est une structure (équivalent - au Rojava - du DTK du Bakûr) englobant les mouvements et organisations sociales et les délégués des conseils, qui participent au “confédéralisme démocratique". »

#### Rappels historiques
D'abord lancé dans une guérilla d'orientation marxiste-léniniste, le PKK abandonne le second qualificatif en 1994, et adopte à partir de 2005 le Confédéralisme démocratique d'Abdullah Öcalan, un programme qui rejette le nationalisme et la prise de pouvoir en tant qu'objectif du parti. Ses grandes lignes sont définies par un projet de démocratie assembléiste proche du municipalisme libertaire, une économie de type collectiviste, un système de fédéralisme intégral entre communes et une coopération paritaire et multiethnique dans des systèmes organisationnels et décisionnels autogérés,,. Cette réorientation sera principalement l'œuvre des relations entretenues par Abdullah Öcalan lors de sa détention avec l'essayiste Murray Bookchin. En 2006, à la suite du décès du théoricien, l’assemblée du PKK se réfère à Bookchin pour la construction d'un nouveau modèle de socialisme démocratique : le municipalisme libertaire. Celui-ci sera repris par le PYD, proche du PKK en Syrie, mais ne connaîtra une mise en place singulière qu'en 2012 avec l'autonomie kurde acquise au Rojava,,.

### Autres
En Espagne, des expériences de démocratie municipale ont été tentées, en particulier dans les conseils de quartier de Barcelone et de Madrid, de 2015 à 2019, et ont mis en pratique des éléments du municipalisme libertaire.
Au Venezuela, le gouvernement d'Hugo Chávez fait adopter la loi des Conseils Communaux (Ley de los Consejos Comunales) publiée le 10 avril 2006 dans la Gaceta oficial de la Republica Bolivariana. Elle crée plus de 18 000 conseils communaux, ruraux et urbains. Prévu pour regrouper entre 200 et 400 familles vivant dans une même zone, le conseil communal, à la différence des institutions traditionnelles, définit lui-même ses frontières. Le droit de vote est abaissé à 15 ans. À terme ces conseils communaux devraient remplacer les municipalités actuelles. Selon l'article 4 de la loi : « la commune (ou le quartier) est la cellule vivante qui forme l'unité de base de la vie politique et de laquelle tout provient : la citoyenneté, l'interdépendance, la confédération et la liberté ».

## Réminiscence théorique du municipalisme libertaire avec J. Durand Folco
En 2017, Jonathan Durand Folco, professeur d’innovation sociale à l’Université Saint-Paul d'Ottawa, au Canada, propose la théorie du municipalisme dans son essai À nous la ville. Traité de municipalisme. Il admet s’inspirer fortement des concepts formulés par Murray Bookchin. Les idées de Durand Folco empruntent à la philosophie, à la politologie et à la sociologie urbaine. Le municipalisme, tel qu’il le conçoit, repose sur la certitude que les villes « pourraient, en reprenant leur pouvoir usurpé par l’État-nation, révolutionner le XXIe siècle ».
Pour repenser et remodeler le front municipal, Durand Folco privilégie une transition écologique et sociale basée sur les communs. Indissociables des idées de partage et de solidarité entre les citoyens, les communs renvoient à une « propriété collective des ressources qui va au-delà de la dichotomie marché/État ». Jonathan Durand Folco voit en la défense des communs une alternative à la ville néolibérale basée sur une logique de croissance et d’accélération. La création d’un Réseau d’action municipale permettrait selon lui d’assurer cette défense.

### Principes idéologiques du municipalisme selon Folco
Le municipalisme tel que défini par Jonathan Durand Folco comporte plusieurs principes idéologiques : il mise d'abord sur une participation citoyenne directe et sur une démocratisation tant politique qu'économique. Cet investissement citoyen de l'espace municipal doit se traduire par une décentralisation des pouvoirs vers les localités. Le municipalisme ne peut pas se restreindre à une seule ville : c'est par la solidarité intermunicipale que la stratégie politique peut s'enraciner et se propager. Enfin, le municipalisme s'appuie sur des idéaux de justice sociale et sur la conviction qu'une transition écologique est nécessaire.

## Débats
En mai 2016, sont organisées à Lyon les premières « Rencontres internationales de l’écologie sociale » qui réunissent une centaine d'écologistes radicaux, de décroissants et de libertaires venus pour la plupart de France, de Belgique, d’Espagne et de Suisse, mais aussi des États-Unis, du Guatemala ou encore du Québec. Au centre des débats : le municipalisme libertaire comme alternative à l’État-nation et le besoin de repenser le militantisme,.